# (4400) Bagryana
(4400) Bagryana est un astéroïde de la ceinture principale.

## Description
(4400) Bagryana est un astéroïde de la ceinture principale. Il fut découvert le 24 août 1985 à Smolyan par l'observatoire national de Bulgarie. Il présente une orbite caractérisée par un demi-grand axe de 2,37 UA, une excentricité de 0,14 et une inclinaison de 4,4° par rapport à l'écliptique.

## Compléments